# Holzheim (bei Neu-Ulm)
Holzheim este o comună din districtul Neu-Ulm, landul Bavaria, Germania.